# 보락
보락(Bolak Company Limited)는 대한민국의 기업이다. 본사는 경기도 화성시 양감면 초록로 720-37에 위치해 있으며 대표이사는 정기련이다.

## 참고문헌
1. ↑  보락, LG화학-美 아베오 합병계약서 주주총회 통과 소식...원료의약품 공급 부각, 이투데이, 2023년 1월 6일
2. ↑  WHO 산하 국제암연구소, 아스파탐 발암 가능 물질로 지정 예정...대한제당·네오크레마·경인양행·보락 급등, 인포스톡데일리, 2023년 6월 30일